# Berbiguières
Berbiguières (trong tiếng Occitan Berbiguièras) là một xã của Pháp, nằm ở tỉnh Dordogne trong vùng Aquitaine của Pháp. Xã này có diện tích 5,35 km2, dân số năm 2005 là 181 người. Xã nằm ở khu vực có độ cao trung bình 100 m trên mực nước biển.

## Thông tin nhân khẩu
| Năm    | 1962 | 1968 | 1975 | 1982 | 1990 | 1999 | 2005 |
| ------ | ---- | ---- | ---- | ---- | ---- | ---- | ---- |
| Dân số | 182  | 159  | 160  | 173  | 181  | 177  | 181  |